# Johan Zachrisson
Lars Johan Zachrisson, känd under artistnamnet Zilverzurfarn, född 24 april 1956 i Bromma, är en svensk musiker och kompositör av musik till flera svenska filmer, från 1980-talet och framåt. Han har också sitt eget instrumentala reggaeband, Zilver Zurf and his Space cadets.
Johan Zachrisson är medlem i bandet Dag Vag (1978–2007, 2010– ) och mer känd under artistnamnet Zilverzurfarn, från seriefiguren Silversurfaren. Han är far till musikern Lykke Li, som han har tillsammans med fotografen Kärsti Stiege. Han använder namnet ZilverZurf när han ger ut egna cds via det tyska skivbolaget Poet's Club Records. Han spelar här med musiker i såväl Portugal som Indien.

## Diskografi
Soloalbum som Zilverzurfarn
- 1984 – Panama

Soloalbum som Johan Zachrisson
- 1988 – Soil
- 1992 – Ritmo de Estorninhos [5]

Soloalbum som Zilverzurf
- 2001 – Do the Zilverzurf Internal Spiritualization
- 2007 – West Eastern Impressions
- 2009 – Howling Dogs & Lost Souls
- 2014 – Full Freedom
- 2016 – Mantra Sessions
- 2021 – In the Garden